# Astragalus campylanthus
Astragalus campylanthus är en ärtväxtart som beskrevs av Pierre Edmond Boissier. Astragalus campylanthus ingår i släktet vedlar, och familjen ärtväxter. Inga underarter finns listade i Catalogue of Life.